# Дячун Богдан Орестович
Дячун Богдан Орестович (нар. 22 листопада 1957, Литвинів) — український скульптор.

## Біографія
Народився 22 листопада 1957 року в с. Литвинів Підгаєцького району Тернопільської області.
У 1980 році закінчив Бережанський технікум механізації та електрифікації сільського господарства. Відтоді займається скульптурною і художньою роботою.

## Роботи
Пам'ятники:
- Тарасу Шевченку (1996, с. Божиків; 2007, с. Волощина, обидва Бережанського району),
- Лесі Українці (2006, м. Підгайці),
- Роману Шухевичу (2008, с. Заболотівка Чортківського району);

Скульптурні композиції:
- загиблим воякам УПА (2002, с. Багатківці Теребовлянського району),
- Хресної дороги (2006, с. Завалів Підгаєцького району),
- Матері Божої, Ісуса Христа і ангелів (2007, с. Більшівці Галицького району Івано-Франківської області) та ін.